# Saldula opacula
Saldula opacula, auch Dunkle Springwanze genannt, ist eine Wanze aus der Familie der Uferwanzen (Saldidae).

## Merkmale
Die Wanzen werden 3,0 bis 4,7 Millimeter lang. Die Gattung Saldula umfasst Arten, bei denen das Pronotum komplett schwarz ist und bei denen sich die Hemielytren vollständig überlappen. Die Artbestimmung ist häufig schwierig. Saldula opacula kann verhältnismäßig einfach bestimmt werden, da die Art sehr klein ist und charakteristisch gemusterte Hemielytren aufweist. Eine Verwechslung ist aber vor allem mit Saldula saltatoria möglich. Der Seitenrand des Coriums der Hemielytren ist komplett blass und nur direkt an der Basis und am Apex dunkel. Ein weißer Fleck ist in einer schwarzen Linie eingeschlossen, die entlang dem Seitenrand verläuft. Der Körper der Tiere scheint etwas mehr glänzend zu sein als bei den übrigen Arten der Gattung. Das Verhältnis des zweiten zum ersten Fühlerglied ist 1,7:1,8, wohingegen es bei Saldula saltatoria 1,9:2,0 ist. Die Art kann außerdem mit einer Form von Saldula saltatoria verwechselt werden, bei der der Seitenrand des Coriums auch durchgehend hell ist. Es gibt Individuen mit leicht verkürzten und voll entwickelten Hemielytren.

## Verbreitung und Lebensraum
Die Art ist in ganz Europa verbreitet und kommt im Osten bis nach Japan vor. Sie ist auch in Nordamerika verbreitet. In Deutschland ist sie weit verbreitet aber selten und nur lokal mancherorts häufiger. Die Art kommt in Großbritannien in Norfolk und Suffolk selten vor und scheint in Schottland weit verbreitet zu sein. Besiedelt werden feuchte Heiden und Torfschlammflächen zwischen Torfmoos (Sphagnum) in Mooren und vegetationsfreie Bereiche in salzigen Lebensräumen an der Küste und im Binnenland. In ersteren Lebensräumen sind die Tiere durchschnittlich dunkler und kleiner als in zweiteren.

## Lebensweise
Die Entwicklung gleicht den übrigen Saldula-Arten Mitteleuropas.

## Belege